# أتيلا ليفين
أتيلا ليفين (بالسويدية: Attila Levin) مواليد 8 نوفمبر 1976، هو ملاكم محترف سويدي يصنف ضمن فئة الوزن الثقيل بدأ مسيرته الاحترافية سنة 1997. شارك في دورة الألعاب الأولمبية الصيفية سنة 1996.

## المسيرة الاحترافية
من نزالاته:
- خسر أمام نيكولاي فالويف بالضربة الفنية القاضية (2005/02/12).
- انتصر على راي أوستن بالضربة الفنية القاضية (2001/07/20).

## إحصائيات
خاض خلال مسيرته 38 نزالا، فاز في 34 ولم يتعادل وخسر في 4. فاز بالضربة القاضية في 27 نزالا.

## روابط خارجية
- أتيلا ليفين على موقع بوكس ريك (الإنجليزية) (registration required)
- أتيلا ليفين على موقع أوليمبيديا (الإنجليزية)
- أتيلا ليفين على موقع اللجنة الأولمبية السويدية (السويدية)